# TIROS-4
TIROS-4 (também chamado de TIROS-D e A9) foi um satélite meteorológico estabilizado por rotação. Foi o quarto de uma série de Satélites de Observação Infravermelha de Televisão.

## Lançamento
O TIROS 4 foi lançado em 8 de fevereiro de 1962, por um foguete Thor-Delta da Estação da Força Aérea de Cabo Canaveral, Flórida. A espaçonave funcionou nominalmente até 30 de junho de 1962. O satélite orbitava a Terra uma vez a cada 1 hora e 30 minutos, com uma inclinação de 48,3°. Seu perigeu era de 712 km (442 mi) e o apogeu foi de 840 km (520 mi).

## Missão
O satélite tinha a forma de um prisma direito de 18 lados, 107 cm de diâmetro e 56 cm de altura. A parte superior e as laterais da espaçonave foram cobertas com aproximadamente 9.000 células solares de silício de 1 por 2 cm. Foi equipado com dois subsistemas de câmeras de televisão independentes para tirar fotos da cobertura de nuvens e três radiômetros (varredura de dois canais de baixa resolução, omnidirecional e cinco canais) para medir a radiação da Terra e sua atmosfera. A taxa de rotação do satélite foi mantida entre oito e doze rpm pelo uso de cinco pares diametralmente opostos de pequenos propulsores de combustível sólido.
O eixo de rotação do TIROS-4 pode ser orientado com precisão de 1° a 2° pelo uso de um dispositivo de controle magnético que consiste em 250 núcleos de fio enrolado em torno da superfície externa da espaçonave. A interação entre o campo magnético induzido na espaçonave e o campo magnético da Terra forneceu o torque necessário para o controle de atitude. O sistema de controle de vôo também otimizou o desempenho das células solares e câmeras de televisão e protegeu o radiômetro infravermelho de cinco canais da exposição prolongada à luz solar direta.
Com exceção da resposta degradada do radiômetro de varredura de cinco canais, a espaçonave funcionou normalmente até 3 de maio de 1962, quando uma câmera falhou. Em 10 de junho de 1962, o gravador da outra câmera falhou. O radiômetro de varredura forneceu dados utilizáveis até 30 de junho de 1962.